# Alexis Belevski-Joukovski
Pour les articles homonymes, voir Joukovski.
Le comte Alexis Alekseïevitch Belevski-Joukovski, né le 14 novembre 1871 (26 novembre dans le calendrier grégorien) à Salzbourg, fusillé entre 1930 et 1932 à Tbilissi (Géorgie), est un noble russe.

## Biographie
Fruit de l'union morganatique et annulée du grand-duc Alexis Alexandrovitch de Russie (1850-1908) et d'Alexandra Joukovskaïa (1842-1899), fille du poète Vassili Joukovski et demoiselle d'honneur à la Cour impériale, il passe, aux yeux de la loi de l'Empire russe, pour un bâtard, ce qui l'oblige à porter le nom de sa mère. Pour régulariser leur situation, le grand-duc obtient du gouvernement de Saint-Marin qu'il accorde à son épouse (24 mars 1875) le titre de baronessa di Seggiano « maschio primogenito », transmissible à son fils.
Le 14 décembre 1875, Alexandra Joukovska se marie à Munich avec le baron Christian-Heinrich von Wohrmann. Puis, lors de l'accession au trône d'Alexandre III, oncle d'Alexis, le grand-duc obtient pour son fils, par décret impérial du 21 mars 1884, le titre héréditaire et le nom de comte Belevsky, du nom de Belev, ville de la province de Toula où son père a des propriétés, transmissibles à toute sa descendance directe.
Enfin, quand la descendance masculine de Vassili Joukovski s'éteint, Nicolas II l'autorise à ajouter ce nom au sien. Nommé officier de la Garde, Alexis est promu écuyer de la Cour en 1913, avant de donner sa démission.
Le 15 août 1894, il épouse à Ilyinskoye la princesse Maria Troubetskaïa (1872-1954). De cette union naissent quatre enfants :
- Elisabeth Belevskaïa-Joukovskaïa (1896-1975), en 1917, elle épousa Peter Perevochtchikov (1872-1937), veuve, elle épousa en 1939 Arthur Lourie (1892-1966).
- Alexandra Belevskaïa-Joukovskaïa (1899), en 1925, elle épousa Henry de Lepp (1896-1955) dont elle divorça en 1950, en 1956, elle épousa Georges Flevitzky (1904-1960).
- Maria Belevskaïa-Joukovskaïa (1901-1996), en 1922, elle épousa Vladimir Sverbeïev (1890-1951), veuve elle épousa en 1959, Vladimir Ianoutchevsky (1897-1970).
- Sergueï Belevski-Joukovski (1903-1956), en 1926, il épouse Nina Botkina (1901-1966), dont il eut un enfant.

Après 1904, à la suite de leur divorce, il se remarie avec la baronne Natalia von Schöpping.
Après la Révolution russe, il reste en Union soviétique, tandis que sa femme et ses enfants émigrent. Arrêté à Tbilissi, où il habite, il est fusillé par les Bolcheviks à une date inconnue.

## Source
- Stanislaw Dumin, « Les Romanov et la République de Saint-Marin »

## Annexe